# Francisco García Ayuso
Francisco García Ayuso (Valverde del Majano, Segòvia, 1835 - Madrid, 1897) va ser un orientalista i filòleg español, probablement el major expert espanyol en llengües semítiques del segle xix.

## Biografia
El 1859 va anar a Tànger, on va aprendre hebreu i àrab, i després a El Escorial, on va aprendre llatí i grec. En 1868 va estudiar a Múnic, on va ser deixeble del iranòleg Martin Haug. Catedràtic d'alemany a l'Institut San Isidro de Madrid, en 1894 fou membre de la Reial Acadèmia de la Llengua Espanyola, on va fer el discurs d'ingrés Estudio comparativo sobre el origen y formación de las lenguas neosánskritas y neolatinas. Va ser professor d'hebreu, àrab, farsi, turc, sànscrit, siríac, etíop i accadi. Estava entre els pocs espanyols que sabia llegir i traduir l'escriptura cuneïforme i entendre el neoassiri i el neobabiloni, però no va aconseguir la càtedra de sànscrit de la Complutense.
Va tenir per deixeble al diplomàtic Adolfo Rivadeneyra, fill de Manuel Rivadeneyra, el gran llibreter-editor-impressor espanyol, i va traduir llibres de viatges. També va estudiar la religió iraniana (Los pueblos iranios y Zoroastro. Madrid: Imprenta de J. Noguera, 1874).

## Obres
- El estudio de la Filología en su relación con sanskrit, Madrid : 1871, Imprenta estereotipia de M. Rivadeneyra
- Los pueblos iranios y Zoroastro, Madrid: 1874, Imprenta de J. Noguera, a cargo de M. Martinez.
- El Afghanistan: descripción histórico-geográfica del país, religión, usos y costumbres de sus habitantes : redactado con sujeción a las relaciones de viajeros contemporáneos, Madrid: 1878, Est. Tip. de R. Labajos.
- Gramática inglesa : método teórico-práctico con un catecismo gramatical en inglés para aprender a hablar este idioma, Madrid : Academia de Lenguas, 1880, Imprenta, estereotipia y galvanoplastia de Aribau y Ca.
- Cabos sueltos de historia ó hechos importantes de la historia y de las tradiciones de los pueblos: examinados á la luz de los descubrimientos modernos, Madrid: Sucesores de Rivadeneyra.
- Irán, o Del Indo al Tigrís : descripción geográfica de los países iranios, Afghanistan, Beluchistan, Persia y Armenia, Madrid: 1876, Imprenta de Medina y Navarro.
- Los descubrimientos geográficos modernos, Madrid: 1877, Establecimiento Tip. de M. Minuesa de los Ríos.
- Discursos leídos ante la Real Academia Española Madrid: 1894, Sucesores de Rivadeneyra.